# Козарська Дача (заказник)
Коза́рська Да́ча — ботанічний заказник місцевого значення в Україні. Розташований у межах Носівського району Чернігівської області, на південний захід від села Козари. 
Площа 387 га. Статус присвоєно згідно з рішенням Чернігівської обласної ради від 11.04.2000 року. Перебуває у віданні ДП «Ніжинське лісове господарство» (Іржавецьке л-во, кв. 71-74, 83-85). 
Статус присвоєно для збереження частини лісового масиву з високопродуктивними насадженнями сосни і дуба. У домішку — береза, вільха.